# Fiú 50 méteres mellúszás a 2010. évi nyári ifjúsági olimpiai játékokon
A 2010. évi nyári ifjúsági olimpiai játékokon az úszás fiú 50 méteres mellúszás versenyszámát augusztus 19. és augusztus 20. között rendezték meg a Singapore Sports Schoolban.

## Előfutamok

### 1. Futam
| H  | P | Név                      | Nemzet      | Idő   | Mj  |
| -- | - | ------------------------ | ----------- | ----- | --- |
| 1. | 5 | Nicholas Schafer         | Ausztrália  | 28.82 | Q   |
| 2. | 4 | Vaidotas Blažys          | Litvánia    | 29.74 | Q   |
| 3. | 6 | Sheng Jun Pang           | Szingapúr   | 30.36 | Q   |
| 4. | 7 | Tarco Llobet             | Bolívia     | 33.19 | Q   |
|    | 2 | Yao Messa Roger Amegbeto | Togo        |       | DSQ |
|    | 3 | Yun Ching Il             | Észak-Korea |       | DSQ |

### 2. Futam
| H  | P | Név            | Nemzet      | Idő   | Mj |
| -- | - | -------------- | ----------- | ----- | -- |
| 1. | 5 | Razvan Tudosie | Románia     | 28.74 | Q  |
| 2. | 4 | Anton Lobanov  | Oroszország | 28.93 | Q  |
| 3. | 3 | Imri Ganiel    | Izrael      | 29.52 | Q  |
| 4. | 6 | Timo Vaimann   | Észtország  | 30.37 | Q  |
| 5. | 7 | Mohamed Camara | Guinea      | 35.56 | Q  |
| 6. | 2 | Nts´Eke Setho  | Lesotho     | 36.56 | Q  |

### 3. Futam
| H  | P | Név                    | Nemzet          | Idő   | Mj |
| -- | - | ---------------------- | --------------- | ----- | -- |
| 1. | 5 | Ivan Capan             | Horvátország    | 29.15 | Q  |
| 2. | 4 | Ioannis Karpouzlis     | Görögország     | 29.17 | Q  |
| 3. | 6 | Flavio Bizzarri        | Olaszország     | 29.41 | Q  |
| 4. | 3 | Vinicius Borges        | Brazília        | 29.73 | Q  |
| 5. | 7 | Simon Beck             | Liechtenstein   | 31.36 | Q  |
| 6. | 2 | Ian Nakmai             | Pápua Új-Guinea | 32.06 | Q  |
| 7. | 1 | Joachim Ofosuhena-Wise | Ghána           | 36.80 |    |

## Elődöntő

### 1. Futam
| H  | P | Név              | Nemzet        | Idő   | Mj  |
| -- | - | ---------------- | ------------- | ----- | --- |
| 1. | 4 | Nicholas Schafer | Ausztrália    | 28.83 | Q   |
| 2. | 5 | Ivan Capan       | Horvátország  | 29.10 | Q   |
| 3. | 3 | Flavio Bizzarri  | Olaszország   | 29.46 | Q   |
| 4. | 6 | Vinicius Borges  | Brazília      | 29.75 |     |
| 5. | 2 | Sheng Jun Pang   | Szingapúr     | 30.11 |     |
| 6. | 7 | Simon Beck       | Liechtenstein | 31.31 |     |
| 7. | 8 | Nts´Eke Setho    | Lesotho       | 35.57 |     |
|    | 1 | Tarco Llobet     | Bolívia       |       | DNS |

### 2. Futam
| H  | P | Név                | Nemzet          | Idő   | Mj |
| -- | - | ------------------ | --------------- | ----- | -- |
| 1. | 5 | Anton Lobanov      | Oroszország     | 28.87 | Q  |
| 2. | 4 | Razvan Tudosie     | Románia         | 28.92 | Q  |
| 3. | 3 | Ioannis Karpouzlis | Görögország     | 29.04 | Q  |
| 4. | 6 | Imri Ganiel        | Izrael          | 29.21 | Q  |
| 5. | 2 | Vaidotas Blazys    | Litvánia        | 29.58 | Q  |
| 6. | 7 | Timo Vaimann       | Észtország      | 30.75 |    |
| 7. | 1 | Ian Nakmai         | Pápua Új-Guinea | 31.66 |    |
| 8. | 8 | Mohamed Camara     | Guinea          | 35.17 |    |

## Döntő
| H     | P | Név                | Nemzet       | Idő   | Mj |
| ----- | - | ------------------ | ------------ | ----- | -- |
| Arany | 2 | Ivan Capan         | Horvátország | 28.55 |    |
| Ezüst | 4 | Nicholas Schafer   | Ausztrália   | 28.59 |    |
| Bronz | 3 | Razvan Tudosie     | Románia      | 28.69 |    |
| 4.    | 5 | Anton Lobanov      | Oroszország  | 28.76 |    |
| 5.    | 6 | Ioannis Karpouzlis | Görögország  | 29.05 |    |
| 6.    | 7 | Imri Ganiel        | Izrael       | 29.45 |    |
| 7.    | 1 | Flavio Bizzarri    | Olaszország  | 29.56 |    |
| 8.    | 8 | Vaidotas Blazys    | Litvánia     | 29.71 |    |

## Fordítás
Ez a szócikk részben vagy egészben  a   Swimming at the 2010 Summer Youth Olympics – Boys' 50 metre breaststroke című angol Wikipédia-szócikk fordításán alapul.  Az eredeti cikk szerkesztőit annak laptörténete sorolja fel. Ez a jelzés csupán a megfogalmazás eredetét és a szerzői jogokat jelzi, nem szolgál a cikkben szereplő információk forrásmegjelöléseként.